# ماسیمو فوسکی
ماسیمو فوسکی (ایتالیایی: Massimo Foschi؛ زادهٔ ۲ ژانویهٔ ۱۹۳۸) بازیگر و صداپیشه اهل ایتالیا است.
از فیلم‌هایی که وی در آن نقش داشته‌است، می‌توان به پزشک بیمه سلامت، برادر خورشید، خواهر ماه، جوردانو برونو، بازجویی از یک شهروند دور از سوءظن، هولوکاست جنگل، هولوکاست ۲۰۰۰ و اُتلو اشاره کرد.